# Samsung Galaxy Store
Samsung Galaxy Store (được tiếp thị là Galaxy Store; trước đây được gọi là Samsung Apps và Galaxy Apps) là cửa hàng ứng dụng của Samsung Electronics. Samsung Apps lần đầu tiên ra mắt vào tháng 9 năm 2009 trên thiết bị Omnia và Omnia 2 (Windows Mobile OS). Samsung Apps lúc đầu đã có sẵn trên các thiết bị chạy hệ điều hành Symbian, Windows Mobile, Bada, và Android, nhưng hiện chỉ có sẵn trên Windows Mobile (Omnia), Bada (Wave),  Tizen (Samsung Gear và Samsung TV), và các thiết bị Android Galaxy.

## Có sẵn
| Vùng                   | Quốc gia               |
| ---------------------- | ---------------------- |
| Châu Âu                |                        |
| Albania                |                        |
| Áo                     |                        |
| Bỉ                     |                        |
| Bosnia và Herzegovina  |                        |
| Bulgaria               |                        |
| Croatia                |                        |
| Cộng hòa Síp           |                        |
| Cộng hòa Séc           |                        |
| Đan Mạch               |                        |
| Estonia                |                        |
| Phần Lan               |                        |
| Pháp                   |                        |
| Đức                    |                        |
| Hy Lạp                 |                        |
| Hungary                |                        |
| Iceland                |                        |
| Cộng hòa Ireland       |                        |
| Ý                      |                        |
| Latvia                 |                        |
| Lithuania              |                        |
| Luxembourg             |                        |
| Macedonia              |                        |
| Malta                  |                        |
| Montenegro             |                        |
| Hà Lan                 |                        |
| Na Uy                  |                        |
| Ba Lan                 |                        |
| Bồ Đào Nha             |                        |
| Romania                |                        |
| Serbia                 |                        |
| Slovakia               |                        |
| Slovenia               |                        |
| Tây Ban Nha            |                        |
| Thụy Điển              |                        |
| Thụy Sĩ                |                        |
| Thổ Nhĩ Kỳ             |                        |
| Anh                    |                        |
| CIS                    |                        |
| Armenia                |                        |
| Azerbaijan             |                        |
| Belarus                |                        |
| Georgia                |                        |
| Kazakhstan             |                        |
| Kyrgyzstan             |                        |
| Moldova                |                        |
| Mông Cổ                |                        |
| Russian Federation     |                        |
| Tajikistan             |                        |
| Turkmenistan           |                        |
| Ukraina                |                        |
| Uzbekistan             |                        |
| Châu Á                 |                        |
| Úc                     |                        |
| Bangladesh             |                        |
| Campuchia              |                        |
| Trung Quốc             |                        |
| Hồng Kông              |                        |
| Ấn Độ                  |                        |
| Indonesia              |                        |
| Nhật Bản               |                        |
| Hàn Quốc               |                        |
| Lào                    |                        |
| Ma Cao                 |                        |
| Malaysia               |                        |
| Myanmar                |                        |
| Nepal                  |                        |
| New Zealand            |                        |
| Philippines            |                        |
| Singapore              |                        |
| Sri Lanka              |                        |
| Đài Loan               |                        |
| Thái Lan               |                        |
| Việt Nam               |                        |
| Châu Mỹ                |                        |
| Argentina              |                        |
| Bolivia                |                        |
| Brazil                 |                        |
| Canada                 |                        |
| Chile                  |                        |
| Colombia               |                        |
| Costa Rica             |                        |
| Dominican Republic     |                        |
| Ecuador                |                        |
| El Salvador            |                        |
| Guatemala              |                        |
| Honduras               |                        |
| Jamaica                |                        |
| Mexico                 |                        |
| Nicaragua              |                        |
| Panama                 |                        |
| Paraguay               |                        |
| Peru                   |                        |
| Puerto Rico            |                        |
| Trinidad và Tobago     |                        |
| Hoa Kỳ                 |                        |
| Uruguay                |                        |
| Venezuela              |                        |
| Trung Đông và châu Phi | Afghanistan            |
| Trung Đông và châu Phi | Algeria                |
| Trung Đông và châu Phi | Angola                 |
| Trung Đông và châu Phi | Bahrain                |
| Trung Đông và châu Phi | Botswana               |
| Trung Đông và châu Phi | Cameroon               |
| Trung Đông và châu Phi | Cộng hòa Congo         |
| Trung Đông và châu Phi | Cộng hòa dân chủ Congo |
| Trung Đông và châu Phi | Bờ Biển Ngà            |
| Trung Đông và châu Phi | Ai Cập                 |
| Trung Đông và châu Phi | Ghana                  |
| Trung Đông và châu Phi | Iraq                   |
| Trung Đông và châu Phi | Israel                 |
| Trung Đông và châu Phi | Jordan                 |
| Trung Đông và châu Phi | Kenya                  |
| Trung Đông và châu Phi | Kuwait                 |
| Trung Đông và châu Phi | Liban                  |
| Trung Đông và châu Phi | Libyan Arab Jamahiriya |
| Trung Đông và châu Phi | Mauritius              |
| Trung Đông và châu Phi | Maroc                  |
| Trung Đông và châu Phi | Mozambique             |
| Trung Đông và châu Phi | Namibia                |
| Trung Đông và châu Phi | Nigeria                |
| Trung Đông và châu Phi | Oman                   |
| Trung Đông và châu Phi | Pakistan               |
| Trung Đông và châu Phi | Qatar                  |
| Trung Đông và châu Phi | Ả-rập Xê-út            |
| Trung Đông và châu Phi | Senegal                |
| Trung Đông và châu Phi | Cộng hòa Nam Phi       |
| Trung Đông và châu Phi | Sudan                  |
| Trung Đông và châu Phi | Syrian Arab Republic   |
| Trung Đông và châu Phi | Tanzania               |
| Trung Đông và châu Phi | Tunisia                |
| Trung Đông và châu Phi | Uganda                 |
| Trung Đông và châu Phi | UAE                    |
| Trung Đông và châu Phi | Yemen                  |

## Thể loại
Kho ứng dụng Galaxy Store gồm nhiều thể loại:
Ứng dụng
- Du lịch
- Mạng xã hội
- Âm nhạc
- Tuỳ chỉnh
- Nơi làm việc
- Ảnh
- Sách
- Phong cách sống
- Trẻ em
- Công cụ
- Video
- Quản lý hệ thống
- Tài chính
- Mua sắm
- Giáo dục
- Đi lại và di chuyển
- Sức khỏe

Trò chơi
- Giải đố
- Game online
- Phiêu lưu hành động
- Bắn súng
- Đua xe
- Chiến lược
- Cờ bàn
- Nhập vai
- Arcade
- Bài
- Casino
- Phố thông
- Nhạc
- Mô phỏng
- Thể thao
- Thường thức
- Từ ngữ

## Lịch sử
Samsung Apps lần đầu tiên được giới thiệu từ mua sắp đến mua sắp trên thiết bị Omnia vào 14 tháng 9 năm 2009. Bằng cách kết hợp với S Suggest, Samsung Apps có thể giới thiệu ứng dụng từ cả hai Samsung Apps và Google Play.

## Phương thức thanh toán
Phương thức thanh toán bắt đầu có sẵn vào 14 tháng 9 năm 2009.

## Liên kết
- Samsung Apps Introduction
- Samsung Content & Services Facebook
- Samsung Content & Services (PC version)
- Samsung Content & Services  (Mobile version)